# ظهرة الشعوري (القفر)

تعديل مصدري - تعديل

ظهرة الشعوري محلة تابعة لقرية المعازبة، التابعة لعزلة بني عمر السافل بمديرية القفر إحدى مديريات محافظة إب في الجمهورية اليمنية، بلغ تعداد سكانها 41 حسب تعداد اليمن لعام 2004.